# Skaryszew
Skaryszew é um município da Polônia, na voivodia da Mazóvia e no condado de Radom. Estende-se por uma área de 27,49 km², com 4 346 habitantes, segundo os censos de 2016, com uma densidade de 158,1 hab/km².